# 江本光
江本 光（えもと ひかる、1954年2月24日 - ）は、大阪府出身のプロゴルファー。

## 来歴
興国高校出身。
1982年にプロ入りし、青木功や海老原清治を師に持つ。
1985年の茨城オープンでは最終日に65をマークし、中川泰一・岩下吉久に次ぐと同時に東聡・高橋勝成を抑えて3位に入った。
1986年の大京オープンでは初日を新井規矩雄・新関善美・飯合肇・山本善隆・海老原・河野和重・青木基正・中村忠夫と並んでの4位タイでスタートし、2日目には1イーグル、4バーディー、1ボギーの66マークし通算8アンダー134で単独首位に立った。3日目には5アンダーで海老原と共に3位タイに着け、最終日には75と崩れて15位タイに終わった。
1989年のブリヂストンオープンでは青木・金子柱憲と並んでの9位タイに入り、泉川ピートとペアを組んだアコムダブルスでは好天に恵まれた初日に65をマークして5位タイでスタートし、3日目には62で安田春雄&森下正美ペアと並んでの5位タイに着け、最終日にはバリー・レーン&ピーター・ベイカー（イングランド）ペアと並んでの4位タイに入った。ミズノTOKYOオープンでは2日目に66をマークして首位に立ち、最終日には72を叩き、中瀬芳治、この日66をマークした秋富由利夫に並ばれての2位タイに終わる。
1990年の山口オープンでは初日を池原厚・奥田靖己・杉田勇と共に67をマークして3位タイでスタートし、最終日には池原と共に宮田孝誠・塩田昌宏と並んでの5位タイに入った。
1991年にはペプシ宇部興産で陳志忠（中華民国）・藤木三郎に次ぐ3位に入り、1992年の茨城オープンでは加藤仁・岩下吉久・大井手哲・芹澤大介・森茂則に次ぐと同時に小泉清一・町野治・小溝高夫・渡辺由己と並んでの6位タイに入る。
1995年にはクレインカップ真庭オープンで優勝し、水戸グリーンオープンで佐野修一を抑えて田中秀道の3位、NST新潟オープンでは小泉・河村雅之・桑原克典・佐々木久行と並んでの9位タイに入る。
1998年の宇部興産オープンでは初日に68をマークし、1999年の同大会では現地ウエイティング（6番目）で欠場者枠が空くのを待ち、開幕前日の昼に出場が決まった。晴天ながら強風でスタートした初日に他の選手のスコアが伸びずにいる中、3、4、10、15番とチップインを決め、さらに4番ホールではディボットからの強めのボールがピンに当たってイン。インスタートの10番ミドルの第3打をグリーン右のラフからピンまで15ヤードをサンドウェッジでチップインし、この他3ホールでチップインバーディを成功させ、15番ロングではグリーン右ラフに落ちたピンまで8ヤードの第4打を入れてバーディ。折り返しの3番ショートではグリーンエッジの第2打をパターで沈めて3つ目を決め、最後は4番ロングで、ピンまで30ヤード地点のデイボットに嵌った球をピッチングで強めにショットし、派手にイーグルで決めた。2ホール連続チップインの感触を大切にして5番ミドルでも、第3打を20cmにつけ、今にも入ってしまいそうなファインショットを披露。上がりの8番は意識してボギーにしてしまったが、崔京周（大韓民国）・片山晋呉・金鐘徳（大韓民国）・東を抑えて4アンダー68で首位発進と一人飛び出した。2日目には早々に崩れ、3オーバーで28位に後退。
1999年の千葉オープンでは鈴木亨と共に初日は70で22位タイスタートであったが、最終日には68をマークし、坂本義一・今野康晴と並んでの7位タイに入った。
2002年のサントリーオープンを最後にレギュラーツアーから引退し、シニア転向後の2009年にはハンダカップグローイングで優勝、ファンケルクラシックでは10位タイに入った。
現在は千葉県船橋市の大型ゴルフ練習場『丸山ゴルフセンター」でレッスンを担当。

## 主な優勝
- 1995年 - クレインカップ真庭オープン